# Đạp gió 2024
Đạp gió 2024 là mùa thứ năm của loạt chương trình Tỷ tỷ đạp gió rẽ sóng. Chương trình được phát sóng trên Mango TV từ ngày 19 tháng 4 năm 2024.

## Danh sách thí sinh
Tổng cộng 36 nghệ sĩ nữ (có độ tuổi chủ yếu từ 30 trở lên) tham dự chương trình mùa này.
| Danh sách thí sinh | Danh sách thí sinh | Danh sách thí sinh | Danh sách thí sinh               |
| Tên                | Ngày sinh          | Năm ra mắt         | Kết quả chung cuộc               |
| ------------------ | ------------------ | ------------------ | -------------------------------- |
| Trần Hạo Vũ        | 7 tháng 4, 1992    | 2014               | Ra mắt thành công                |
| Trần Lệ Quân       | 9 tháng 5, 1992    | 2018               | Ra mắt thành công                |
| Thượng Văn Tiệp    | 22 tháng 12, 1982  | 2006               | Ra mắt thành công                |
| Thích Vy           | 26 tháng 10, 1984  | 2006               | Ra mắt thành công                |
| Hà Khiết           | 25 tháng 3, 1986   | 2005               | Ra mắt thành công                |
| Lưu Hân            | 8 tháng 6, 1984    | 2007               | Ra mắt thành công                |
| Tát Đỉnh Đỉnh      | 27 tháng 7, 1979   | 2000               | Ra mắt thành công                |
| Thái Văn Tịnh      | 3 tháng 1, 1990    | 2011               | Ra mắt thành công                |
| Liễu Nham          | 8 tháng 11, 1980   | 1999               | Ra mắt thành công                |
| Joyce Jonathan     | 3 tháng 11, 1989   | 2009               | Ra mắt thành công                |
| Viên Á Duy         | 12 tháng 12, 1984  | 2013               | Ra mắt thành công                |
| Hàn Tuyết          | 11 tháng 1, 1983   | 2001               | Ra mắt thành công                |
| Trương Dư Hi       | 29 tháng 1, 1991   | 2013               | Ra mắt không thành công (top 20) |
| Vinida             | 26 tháng 6, 1994   | 2016               | Ra mắt không thành công (top 20) |
| Suni Hạ Linh       | 6 tháng 9, 1990    | 2016               | Ra mắt không thành công (top 20) |
| Quách Bích Đình    | 16 tháng 1, 1984   | 2006               | Ra mắt không thành công (top 20) |
| Miêu Miêu          | 29 tháng 11, 1988  | 2007               | Ra mắt không thành công (top 20) |
| Chu Đan            | 4 tháng 8, 1981    | 2003               | Ra mắt không thành công (top 20) |
| Tạ Kim Yến         | 25 tháng 12, 1974  | 1990               | Ra mắt không thành công (top 20) |
| Nicole Jung        | 7 tháng 10, 1991   | 2007               | Ra mắt không thành công (top 20) |
| Dương Cẩn Hoa      | 12 tháng 12, 1977  | 1992               | Bị loại ở buổi công diễn 5       |
| Vương Lâm          | 24 tháng 8, 1970   | 1993               | Bị loại ở buổi công diễn 5       |
| Thái Thi Vân       | 6 tháng 4, 1986    | 2005               | Bị loại ở buổi công diễn 4       |
| Davika Hoorne      | 16 tháng 5, 1992   | 2010               | Rút lui trước buổi công diễn 4   |
| Phạm Điềm Điềm     | 15 tháng 7, 1980   | 2002               | Bị loại ở buổi công diễn 3       |
| Lý Gia Cách        | 27 tháng 1, 1990   | 2014               | Bị loại ở buổi công diễn 3       |
| Châu Dương Thanh   | 12 tháng 9, 1988   | 2011               | Bị loại ở buổi công diễn 3       |
| Triệu Dịch Hoan    | 29 tháng 10, 1987  | 2010               | Bị loại ở buổi công diễn 3       |
| Ngô Dạng           | 2 tháng 6, 1988    | 2006               | Bị loại ở buổi công diễn 2       |
| Quách Thư Dao      | 18 tháng 7, 1990   | 2008               | Bị loại ở buổi công diễn 2       |
| Yamy               | 7 tháng 10, 1991   | 2017               | Bị loại ở buổi công diễn 2       |
| Cận Mộng Giai      | 5 tháng 6, 1993    | 2014               | Bị loại ở buổi công diễn 2       |
| Mari Kraimbrery    | 21 tháng 8, 1992   | 2011               | Rút lui sau buổi công diễn 1     |
| Hàn Ý Oánh         | 21 tháng 5, 1988   | 2007               | Bị loại ở buổi công diễn 1       |
| Lý Khê Nhuế        | 30 tháng 1, 1989   | 2011               | Bị loại ở buổi công diễn 1       |
| Sasha Alex Sloan   | 11 tháng 3, 1995   | 2015               | Rút lui trước buổi công diễn 1   |

## Nội dung chương trình

### Hình thức thi đấu
Chương trình mùa này có bổ sung thể thức thi đấu của "Nhóm Đạp gió 1" và "Nhóm Đạp gió 2". Đội có giá trị Đạp gió cao nhất trong công diễn sẽ trở thành "Nhóm Đạp gió", và tất cả các thành viên sẽ được giữ lại cho màn trình diễn tiếp theo, trong khi các đội còn lại sẽ bị giải tán. Nhóm Đạp gió có lợi thế tuyệt đối trong quá trình lựa chọn bài hát, đó là bài hát yêu thích của họ không thể bị lấy đi. Nếu bài hát yêu thích của họ đã bị đội khác chọn, họ có thể chọn cướp bài hát đó và buộc đội kia phải thay đổi. bài hát. Tỷ tỷ được yêu thích nhất trong màn trình diễn vừa qua đã trở thành đội trưởng của "Nhóm Đạp gió 2" và có lợi thế "tổng điểm" tuyệt đối trong quá trình tuyển chọn. Cô có thể chọn một tỷ tỷ vào "Nhóm Đạp gió 2", và tỷ tỷ đó không có quyền từ chối. Nếu tỷ tỷ được yêu thích nhất thuộc "Nhóm Đạp gió 1" thì sẽ không có "Nhóm Đạp gió 2" trong công diễn tiếp theo.

### Đánh giá hiệu suất giai đoạn đầu
Trong trận đấu một chọi một, đối thủ có thể được chọn ngẫu nhiên theo chỉ định hoặc bàn xoay, và người chiến thắng sẽ trở thành ứng cử viên cho chức đội trưởng của đội.
| [ trình diễn ]giai đoạn đầu | [ trình diễn ]giai đoạn đầu              | [ trình diễn ]giai đoạn đầu | [ trình diễn ]giai đoạn đầu | [ trình diễn ]giai đoạn đầu | [ trình diễn ]giai đoạn đầu | [ trình diễn ]giai đoạn đầu |
| Tên                         | Tiết mục                                 | Điểm                        | VS                          | Tên                         | Tiết mục                    | Điểm                        |
| --------------------------- | ---------------------------------------- | --------------------------- | --------------------------- | --------------------------- | --------------------------- | --------------------------- |
| Tạ Kim Yến                  | Tỷ tỷ                                    | 375                         | VS                          | Suni Hạ Linh                | Cứ chill thôi               | 371                         |
| Lưu Hân                     | Cô gái đến từ Đông Bắc                   | 376                         | VS                          | Vương Lâm                   | Carmen                      | 360                         |
| Davika Hoorne               | Can I call you mine                      | 373                         | VS                          | Trần Hạo Vũ                 | Dã tử                       | 362                         |
| Tát Đỉnh Đỉnh               | Vạn vật sinh + Tay trái chỉ trăng        | 371                         | VS                          | Phạm Điềm Điềm              | Một đời cầu mong gì         | 353                         |
| Joyce Jonathan              | Les Champs-Elysées                       | 365                         | VS                          | Thượng Văn Tiệp             | Move your body              | 367                         |
| Quách Bích Đình             | Hạnh phúc nhỏ nhoi                       | 361                         | VS                          | Miêu Miêu                   | Hoa cỏ                      | 358                         |
| Trần Lệ Quân                | Thiên mệnh                               | 380                         | VS                          | Lý Khê Nhuế                 | Kim phong ngọc lộ           | 341                         |
| Hà Khiết                    | I love it                                | 377                         | VS                          | Triệu Dịch Hoan             | Cô nàng phóng khoáng        | 361                         |
| Liễu Nham                   | Thán                                     | 368                         | VS                          | Hàn Tuyết                   | Phiêu tuyết                 | 369                         |
| Hàn Ý Oánh                  | MORE                                     | 356                         | VS                          | Thích Vy                    | Bảy                         | 382                         |
| Dương Cẩn Hoa               | Một mình khiêu vũ                        | 351                         | VS                          | Viên Á Duy                  | Về không                    | 365                         |
| Sasha Alex Sloan            | Dancing with your ghost                  | 366                         | VS                          | Chu Đan                     | Chị em                      | 362                         |
| Thái Văn Tịnh               | Stizzoso, mio stizzoso & Tình yêu tan vỡ | 372                         | VS                          | Ngô Dạng                    | Tôi                         | 343                         |
| Mari Kraimbrery             | You are born a star                      | 378                         | VS                          | Trương Dư Hi                | Hồng chiêu nguyện           | 352                         |
| Quách Thư Dao               | Honey                                    | 370                         | VS                          | Vinida                      | Người trong gương           | 365                         |
| Nicole Jung                 | Mysterious + MR                          | 385                         | VS                          | Quách Dĩnh                  | Calorie                     | 348                         |
| Cận Mộng Gia                | Sóng lúa                                 | 350                         | VS                          | Thái Thi Vân                | Wifey                       | 372                         |
| Lý Gia Cách                 | Trống rỗng                               | 349                         | VS                          | Châu Dương Thanh            | Trải nghiệm tình đầu        | 355                         |

### Công diễn 1
Sau khi đánh giá trước trận đấu, mỗi tỷ tỷ đã chọn ra hai trong số 16 ứng viên đội trưởng để trở thành ứng cử viên đội trưởng mà mình yêu thích. Theo xếp hạng đầu tư nội bộ, top 8 sẽ được chọn ra. Trong trường hợp hòa, người có điểm ban đầu cao nhất sẽ được bầu.
Hai vòng thẻ cào sẽ được 8 đội trưởng rút ra và tích lũy điểm để đổi bài hát. Trong mỗi vòng, đội trưởng có thể đổi bài hát dựa trên số điểm họ kiếm được. Nếu một bài hát được nhiều đội trưởng chọn cùng lúc thì bài hát nào có thứ hạng cao hơn sẽ giành chiến thắng dựa trên xếp hạng bình chọn nội bộ. Sau hai vòng chọn bài, đội trưởng chưa chọn được bài sẽ chọn một bài trong số các bài còn lại theo thứ tự giảm dần dựa trên thứ hạng nội bộ. Việc lựa chọn bài hát chủ yếu được chia làm hai vòng. Vòng đầu tiên là "lựa chọn hai chiều" và vòng thứ hai là "tự do lựa chọn" . Tám đội cuối cùng đã được thành lập.
| Lựa chọn hiệu suất đầu tiên | Lựa chọn hiệu suất đầu tiên | Lựa chọn hiệu suất đầu tiên | Lựa chọn hiệu suất đầu tiên | Lựa chọn hiệu suất đầu tiên      | Lựa chọn hiệu suất đầu tiên | Lựa chọn hiệu suất đầu tiên  | Lựa chọn hiệu suất đầu tiên              |
| Xếp hạng đầu tư nội bộ      | Đội trưởng                  | Điểm vòng đầu tiên          | Điểm vòng hai               | Biểu diễn bài hát (yêu cầu điểm) | kiểu hình thành             | vòng đầu tiên                | Hiệp hai                                 |
| Xếp hạng đầu tư nội bộ      | Đội trưởng                  | Điểm vòng đầu tiên          | Điểm vòng hai               | Biểu diễn bài hát (yêu cầu điểm) | kiểu hình thành             | Lựa chọn lẫn nhau hai chiều  | tự do lựa chọn                           |
| --------------------------- | --------------------------- | --------------------------- | --------------------------- | -------------------------------- | --------------------------- | ---------------------------- | ---------------------------------------- |
| 1                           | Thích Vy                    | 1                           | 3                           | Tình tiết cuồng nhiệt (3)        | Đội bốn người               | -                            | Tạ Kim Yến, Thái Văn Tịnh, Davika Hoorne |
| 2                           | Thượng Văn Tiệp             | 5                           | -                           | Hot Winter (5)                   | Đội sáu người               | Dương Cẩn Hoa, Thái Thi Vân  | Chu Đan, Lý Gia Cách, Lý Khê Nhuế        |
| 3                           | Hà Khiết                    | 3                           | 5                           | Bông tuyết lục giác (8)          | Đội sáu người               | Suni Hạ Linh, Vinida         | Hàn Tuyết, Quách Dĩnh, Châu Dương Thanh  |
| 4                           | Lưu Hân                     | 1                           | 3                           | Có bạn ở đây (2)                 | Đội năm người               | Vương Lâm, Phạm Điềm Điềm    | Miêu Miêu, Triệu Dịch Hoan               |
| 5                           | Nicole Jung                 | 5                           | 5                           | Don't start now(7)               | Đội năm người               | Viên Á Duy, Trương Dư Hi     | Ngô Dạng, Sasha Alex Sloan               |
| 6                           | Trần Lệ Quân                | 5                           | 3                           | Tóc như tuyết (6)                | Đội bốn người               | Tát Đỉnh Đỉnh, Trần Hạo Vũ   | Liễu Nham                                |
| 7                           | Mari Kraimbrery             | 3                           | 1                           | Stay with me (3)                 | Đội ba người                | Joyce Jonathan Quách Thư Dao | -                                        |
| 8                           | Quách Bích Đình             | 3                           | 1                           | Tiếng tuyết rơi (1)              | Đội ba người                | Hàn Ý Oánh                   | Cận Mộng Giai                            |

Đánh giá trước trận đấu: 8 nhóm sẽ lần lượt tiến hành đánh giá giọng hát cho tất cả các thành viên. Mỗi người trong số 2 giám khảo sẽ có 2 phiếu bầu, mỗi nhóm trong 8 nhóm sẽ có 2 phiếu bầu. Mỗi nhóm chỉ được biểu diễn một lần và không được biểu diễn lại. Chung cuộc, hai đội đứng đầu đã giành chiến thắng và nhận được cơ hội biểu diễn sàn đấu giọng hát
| Đánh giá trước trận đấu | Đánh giá trước trận đấu |
| Đội                     | Số phiếu bầu            |
| ----------------------- | ----------------------- |
| Đội Thượng Văn Tiệp     | 4                       |
| Đội Hà Khiết            | 4                       |
| Đội Lưu Hân             | 3                       |
| Đội Nicole Jung         | 3                       |
| Đội Trần Lệ Quân        | 3                       |
| Đội Quách Bích Đình     | 2                       |
| Đội Mari Kraimbrery     | 1                       |
| Đội Thích Vy            | 0                       |

Màn biểu diễn này là "cuộc đọ sức một chọi một của đội cùng một đội hình". Khán giả sẽ bình chọn điểm sau khi xem màn biểu diễn trên sân khấu. Trong số hai đội cùng đội hình, đội chiến thắng thì tất cả các thành viên đều an toàn, và đội thua cuộc thì tất cả thành viên đều gặp nguy hiểm. Sau màn biểu diễn, tổng cộng có 4 đội an toàn và 4 đội nguy hiểm. Cuối cùng, trong số bốn đội nguy hiểm, hai tỷ tỷ xếp cuối bảng theo điểm bình chọn yêu thích cá nhân thấp nhất sẽ bị loại. Trong sàn đấu giọng hát, một thành viên của mỗi đội trong số hai đội đứng đầu được đánh giá trước trận đấu sẽ biểu diễn cùng nhau. Người chiến thắng có thể giành được 20 điểm thưởng đồng đội cho đội.
Mùa giải này, nhóm có thành tích mạnh nhất trong một buổi biểu diễn sẽ trở thành "Nhóm Đạp gió 1", và nhóm được cá nhân yêu thích nhất trong một buổi biểu diễn sẽ nghiễm nhiên trở thành đội trưởng của "Nhóm Đạp gió 2".
| Buổi biểu diễn đầu tiên | Buổi biểu diễn đầu tiên   | Buổi biểu diễn đầu tiên                       | Buổi biểu diễn đầu tiên | Buổi biểu diễn đầu tiên | Buổi biểu diễn đầu tiên   | Buổi biểu diễn đầu tiên    | Buổi biểu diễn đầu tiên   |
| Thứ tự trình diễm       | Kiểu hình thành           | Biểu diễn bài hát                             | Thành viên              | Giá trị gió giai đoạn   | Giá trị cưỡi cá nhân      | Xếp hạng yêu thích cá nhân | Kết quả                   |
| ----------------------- | ------------------------- | --------------------------------------------- | ----------------------- | ----------------------- | ------------------------- | -------------------------- | ------------------------- |
| 1                       | Đội bốn người             | Tóc như tuyết (Châu Kiệt Luân)                | Trần Lệ Quân            | 847                     | 181                       | 2                          | Nhóm an toàn              |
| 1                       | Đội bốn người             | Tóc như tuyết (Châu Kiệt Luân)                | Trần Hạo Vũ             | 847                     | 61                        | 22                         | Nhóm an toàn              |
| 1                       | Đội bốn người             | Tóc như tuyết (Châu Kiệt Luân)                | Tát Đỉnh Đỉnh           | 847                     | 101                       | 11                         | Nhóm an toàn              |
| 1                       | Đội bốn người             | Tóc như tuyết (Châu Kiệt Luân)                | Liễu Nham               | 847                     | 124                       | 8                          | Nhóm an toàn              |
| 2                       | Đội bốn người             | Tình tiết cuồng nhiệt (Ngô Tử Kiện REmi/kiya) | Thích Vy                | 816                     | 168                       | 3                          | An toàn                   |
| 2                       | Đội bốn người             | Tình tiết cuồng nhiệt (Ngô Tử Kiện REmi/kiya) | Tạ Kim Yến              | 816                     | 60                        | 23                         | An toàn                   |
| 2                       | Đội bốn người             | Tình tiết cuồng nhiệt (Ngô Tử Kiện REmi/kiya) | Davika Hoorne           | 816                     | 74                        | 17                         | An toàn                   |
| 2                       | Đội bốn người             | Tình tiết cuồng nhiệt (Ngô Tử Kiện REmi/kiya) | Thái Văn Tịnh           | 816                     | 126                       | 7                          | An toàn                   |
| 3                       | Đội sáu người             | Bông tuyết lục giác (bài hát gốc)             | Hà Khiết                | 807                     | 138                       | 6                          | Nhóm an toàn              |
| 3                       | Đội sáu người             | Bông tuyết lục giác (bài hát gốc)             | Suni Hạ Linh            | 807                     | 91                        | 13                         | Nhóm an toàn              |
| 3                       | Đội sáu người             | Bông tuyết lục giác (bài hát gốc)             | Hàn Tuyết               | 807                     | 114                       | 9                          | Nhóm an toàn              |
| 3                       | Đội sáu người             | Bông tuyết lục giác (bài hát gốc)             | Vanida                  | 807                     | 42                        | 31                         | Nhóm an toàn              |
| 3                       | Đội sáu người             | Bông tuyết lục giác (bài hát gốc)             | Quách Dĩnh              | 807                     | 48                        | 29                         | Nhóm an toàn              |
| 3                       | Đội sáu người             | Bông tuyết lục giác (bài hát gốc)             | Châu Dương Thanh        | 807                     | 66                        | 20                         | Nhóm an toàn              |
| 4                       | Đội sáu người             | Hot winter (Thái Y Lâm)                       | Thượng Văn Tiệp         | 819                     | 95                        | 12                         | An toàn                   |
| 4                       | Đội sáu người             | Hot winter (Thái Y Lâm)                       | Lý Khê Nhuế             | 819                     | Không đề cập              | 35                         | Loại                      |
| 4                       | Đội sáu người             | Hot winter (Thái Y Lâm)                       | Dương Cẩn Hoa           | 819                     | 71                        | 18                         | An toàn                   |
| 4                       | Đội sáu người             | Hot winter (Thái Y Lâm)                       | Chu Đan                 | 819                     | 63                        | 21                         | An toàn                   |
| 4                       | Đội sáu người             | Hot winter (Thái Y Lâm)                       | Thái Thi Vân            | 819                     | 55                        | 26                         | An toàn                   |
| 4                       | Đội sáu người             | Hot winter (Thái Y Lâm)                       | Lý Gia Cách             | 819                     | 39                        | 32                         | An toàn                   |
| Thứ tự phát sóng        | Kiểu hình thành           | biểu diễn bài hát                             | Thành viên chiến đấu    | Giá trị cưỡi cá nhân    | Giá trị cưỡi cá nhân      | Thưởng điểm nhóm           | Thưởng điểm nhóm          |
| 5                       | Trận chiến trước trận đấu | Không nên (Châu Kiệt Luân / Trương Huệ Mai)   | Thượng Văn Tiệp         | 471                     | 471                       |                            |                           |
| 5                       | Trận chiến trước trận đấu | Không nên (Châu Kiệt Luân / Trương Huệ Mai)   | Hà Khiết                | 480                     | 480                       | +20                        | +20                       |
| Thứ tự phát sóng        | Kiểu hình thành           | Biểu diễn bài hát                             | Thành viên              | Giá trị gió giai đoạn   | Giá trị cưỡi cá nhân      | Xếp hạng yêu thích cá nhân | Kết quả                   |
| 6                       | Đội năm người             | Có bạn ở đây (Triệu Lộ Tư)                    | Lưu Hân                 | 824                     | 196                       | 1                          | Nhóm an toàn              |
| 6                       | Đội năm người             | Có bạn ở đây (Triệu Lộ Tư)                    | Vương Lâm               | 824                     | 80                        | 15                         | Nhóm an toàn              |
| 6                       | Đội năm người             | Có bạn ở đây (Triệu Lộ Tư)                    | Phạm Điềm Điềm          | 824                     | 54                        | 27                         | Nhóm an toàn              |
| 6                       | Đội năm người             | Có bạn ở đây (Triệu Lộ Tư)                    | Miêu Miêu               | 824                     | 81                        | 14                         | Nhóm an toàn              |
| 6                       | Đội năm người             | Có bạn ở đây (Triệu Lộ Tư)                    | Triệu Dịch Hoan         | 824                     | 45                        | 30                         | Nhóm an toàn              |
| 7                       | Đội năm người             | Don't start now (Dua Lipa)                    | Nicole Jung             | 792                     | 149                       | 5                          | An toàn                   |
| 7                       | Đội năm người             | Don't start now (Dua Lipa)                    | Viên Á Duy              | 792                     | 68                        | 19                         | An toàn                   |
| 7                       | Đội năm người             | Don't start now (Dua Lipa)                    | Ngô Dạng                | 792                     | 57                        | 24                         | An toàn                   |
| 7                       | Đội năm người             | Don't start now (Dua Lipa)                    | Trương Dư Hi            | 792                     | 56                        | 25                         | An toàn                   |
| 7                       | Đội năm người             | Don't start now (Dua Lipa)                    | Sasha Alex Sloan        | 792                     | Rút lui trước công diễn 1 | Rút lui trước công diễn 1  | Rút lui trước công diễn 1 |
| 8                       | Đội ba người              | Tiếng tuyết rơi (Land Rover)                  | Quách Bích Đình         | 773                     | 108                       | 10                         | An toàn                   |
| 8                       | Đội ba người              | Tiếng tuyết rơi (Land Rover)                  | Hàn Ý Oánh              | 773                     | Không đề cập              | 34                         | Loại                      |
| 8                       | Đội ba người              | Tiếng tuyết rơi (Land Rover)                  | Cận Mộng Gia            | 773                     | 36                        | 33                         | An toàn                   |
| 9                       | Đội ba người              | Stay with me (Chanyeol / Punch (ca sĩ))       | Mari Kraimbrery         | 785                     | 76                        | 16                         | Nhóm an toàn              |
| 9                       | Đội ba người              | Stay with me (Chanyeol / Punch (ca sĩ))       | Joyce Jonathan          | 785                     | 153                       | 4                          | Nhóm an toàn              |
| 9                       | Đội ba người              | Stay with me (Chanyeol / Punch (ca sĩ))       | Quách Thư Dao           | 785                     | 50                        | 28                         | Nhóm an toàn              |